# Crescent Island (ö i Kenya)
Crescent Island är en ö i Kenya.   Den ligger i länet Nakuru, i den sydvästra delen av landet, 70 km nordväst om huvudstaden Nairobi.